# Elatostema reticulatum
Elatostema reticulatum es una especie de planta del género Elatostema, perteneciente a la familia Urticaceae.

## Taxonomía
Elatostema reticulatum fue descrita por Hugh Algernon Weddell en 1854.

## Distribución
Se encuentra en el territorio de Nueva Gales del Sur, Queensland e Islas Salomón.